# Mala Slobidka, Hluhiv
Mala Slobidka (în ucraineană Мала Слобідка) este un sat în comuna Vilna Sloboda din raionul Hluhiv, regiunea Sumî, Ucraina.

## Demografie
Componența lingvistică a localității Mala Slobidka
     Ucraineană (100%)
Conform recensământului din 2001, toată populația localității Mala Slobidka era vorbitoare de ucraineană (100%).